# Vilaflor
Vilaflor – gmina w Hiszpanii, w prowincji Santa Cruz de Tenerife, we wspólnocie autonomicznej Wysp Kanaryjskich, o powierzchni 56,26 km². W 2011 roku gmina liczyła 1825 mieszkańców.

## Znani ludzie
- Piotr od św. Józefa de Betancur (1626–1667) – tercjarz franciszkański, misjonarz, święty Kościoła katolickiego.